# Lepidodactylus woodfordi
Lepidodactylus woodfordi là một loài thằn lằn trong họ Gekkonidae. Loài này được Boulenger mô tả khoa học đầu tiên năm 1887.

## Hình ảnh

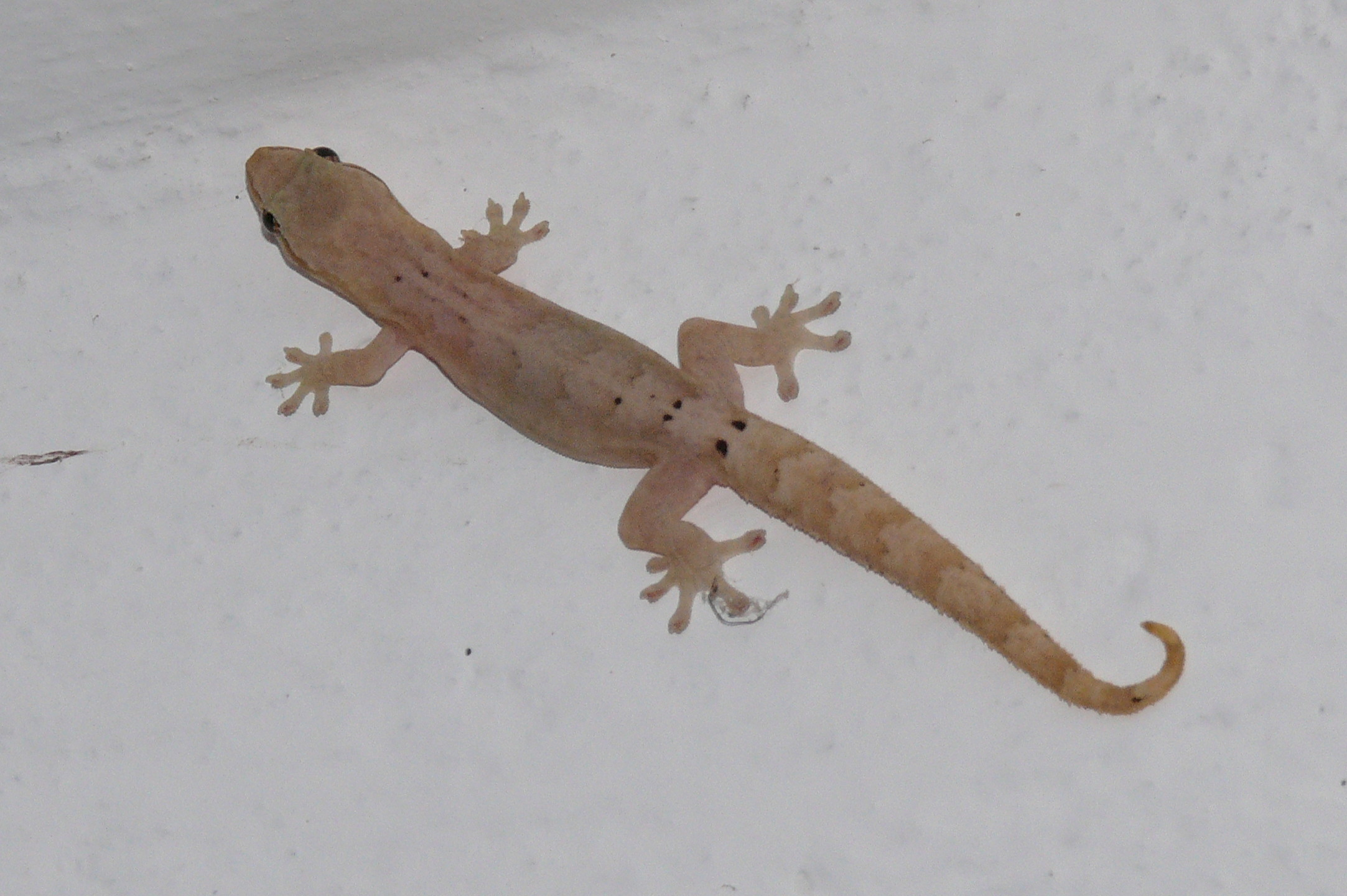
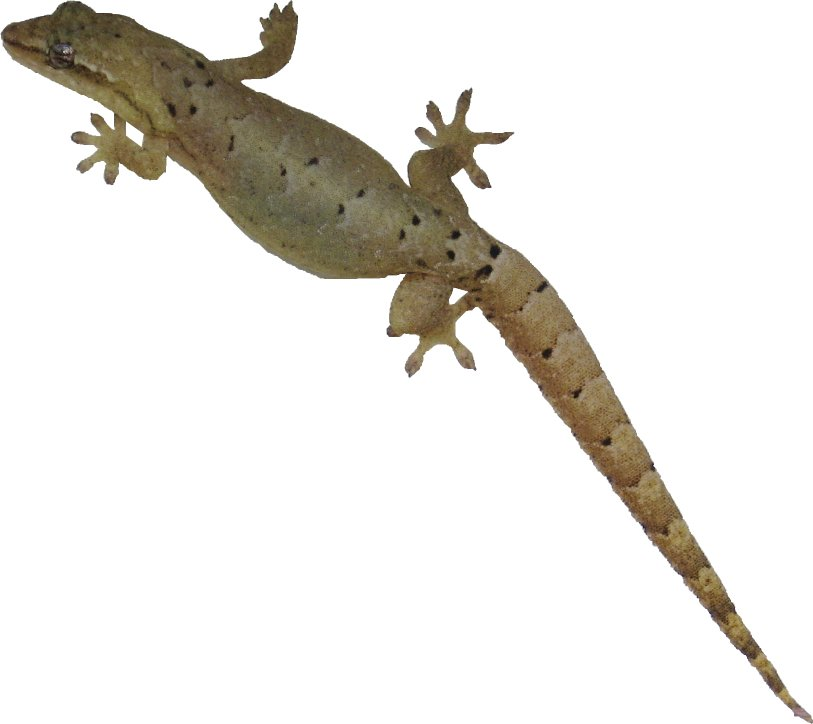
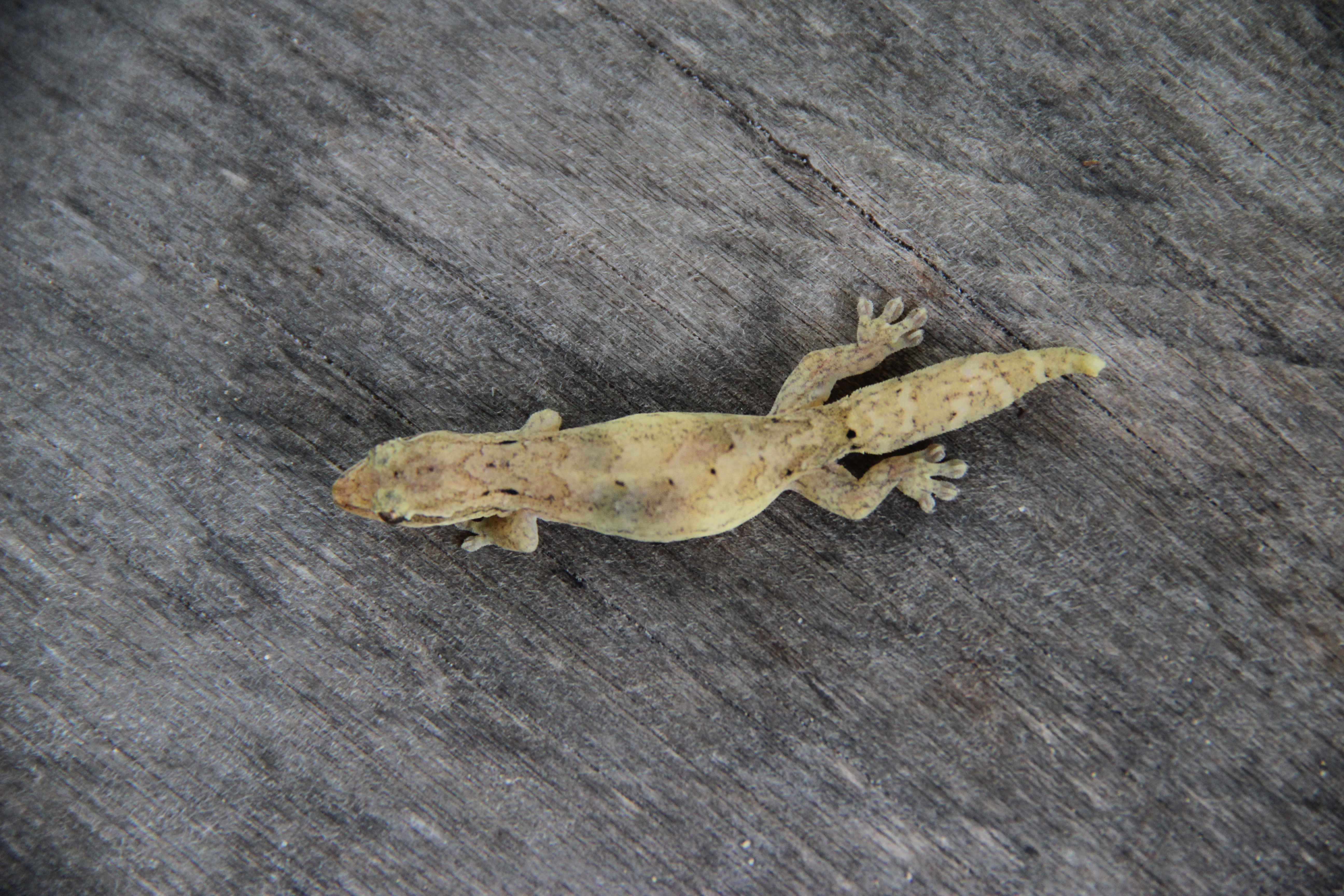
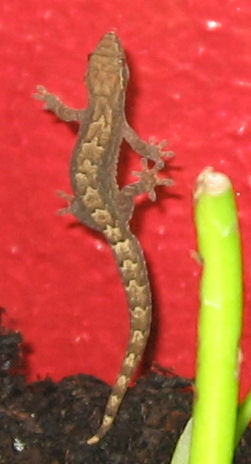